# Абрамок
А́брамок — село в Україні, у Брониківській сільській громаді Звягельського району Житомирської області. Кількість населення становить 49 осіб (2001).

## Населення
У 1900 році кількість мешканців слободи становила 156 осіб, кількість дворів — 34, станом на 1906 рік, в селі проживав 151 мешканець.
Кількість населення, станом на 1923 рік, становила 266 осіб, кількість дворів — 55.
Відповідно до результатів перепису населення СРСР, кількість населення села, станом на 12 січня 1989 року, становила 65 осіб, за результатами перепису населення України, на 5 грудня 2001 року в селі нараховувалось 49 мешканців.

## Історія
В кінці 19 століття — слобода Романовецької волості Новоград-Волинського повіту, за 22 версти від повітового центру, м. Новоград-Волинський.
В 1906 році — слобода Романовецької волості Новоград-Волинського повіту Волинської губернії з 15 дворами, за 20 верст від повітового центру та 10 верст — від волосного центру, с. Романівка. Найближче поштово-телеграфне відділення — у Новограді-Волинському.
У 1923 році село увійшло до складу новоствореної Ново-Зеленської сільської ради, котра, від 7 березня 1923 року, стала частиною новоутвореного Новоград-Волинського району Житомирської (згодом — Волинська) округи. Розміщувався за 20 верст від районного центру, м. Новоград-Волинський, та 2 версти від центру сільської ради, кол. Ново-Зелена. В складі сільської ради, 20 червня 1930 року, увійшло до Соколовського району, 15 вересня 1930 року повернуте до складу Новоград-Волинського району, від 1 червня 1935 року, внаслідок ліквідації Новоград-Волинського району, в складі сільської ради, включене до Новоград-Волинської міської ради Київської області.
Внаслідок Голодомору 1932—1933 років загинуло 13 мешканців села. Під час сталінських репресій в 30-і роки минулого століття 12 мешканців села було репресовано, з яких 9 розстріляно.
11 серпня 1954 року, після ліквідації Ново-Зеленської сільської ради, село увійшло до складу Тупальської сільської ради Новоград-Волинської міської ради. 4 червня 1958 року, в складі ради, увійшло до відновленого Новоград-Волинського району Житомирської області.
У 2017 році включене до складу новоствореної Брониківської сільської громади Новоград-Волинського району Житомирської області.

## Відомі люди
- Ригун Сергій Миколайович (1975—2014) — старший лейтенант міліції, загинув на КПП «Биківня».